# Condado de Winona
O Condado de Winona é um dos 87 condados do estado americano de Minnesota. A sede do condado é Winona, e sua maior cidade é Winona. O condado possui uma área de 1 662 km² (dos quais 40 km² estão cobertos por água), uma população de 49 985 habitantes, e uma densidade populacional de 31 hab/km² (segundo o censo nacional de 2000). O condado foi fundado em 1854.